# Platygaster intermedius
Platygaster intermedius är en stekelart som beskrevs av Ushakumari 2004. Platygaster intermedius ingår i släktet Platygaster och familjen gallmyggesteklar. Inga underarter finns listade i Catalogue of Life.